# Vice Versa
Vice Versa (tiếng Thái: รักสลับโลก; RTGS: Rak Salap Lok; tạm dịch: Tình yêu hoán đổi thế giới) là một bộ phim truyền hình Thái Lan phát sóng năm 2022 với sự tham gia của Tawinan Anukoolprasert (Sea) và Jirataphol Potiwihok (Jimmy). Bộ phim dựa trên bộ tiểu thuyết cùng tên của tác giả JittiRain, cha đẻ của hàng loạt tiểu thuyết đình đám đã được chuyển thành phim trước đó.
Bộ phim được đạo diễn bởi Nuttapong Mongkolsawas và sản xuất bởi GMMTV. Đây là một trong 22 dự án phim truyền hình cho năm 2022 được GMMTV giới thiệu trong sự kiện "GMMTV 2022 Borderless" vào ngày 1 tháng 12 năm 2021. Bộ phim được phát sóng vào lúc 20:30 (ICT), thứ Bảy trên GMM 25, bắt đầu từ ngày 16 tháng 7 năm 2022. Bộ phim kết thúc vào ngày 1 tháng 10 năm 2022.

## Diễn viên

### Diễn viên chính
- Tawinan Anukoolprasert (Sea) vai Talay
- Jirataphol Potiwihok (Jimmy) vai Puen

### Diễn viên phụ
- Phanuroj Chalermkijporntavee (Pepper) vai Kita
- Tharatorn Jantharaworakarn (Boom) vai Fuse
- Thanaboon Kiatniran (Aou) vai Aou
- Trai Nimtawat (Neo) vai Up
- Lalana Kongtoranin (Jeab) vai Phuwadol
- Maneerat Kam-Uan (Ae) vai Jupjaeng
- Pawat Chittsawangdee (Ohm) vai Tess
- Korapat Kirdpan (Nanon) vai Tun
- Watsana Phunphon (Ann) vai mẹ của Tess
- Kwantuch Na Takuathung vai bố của Tess
- Tipnaree Weerawatnodom (Namtan) vai Paeng
- Daweerit Chullasapya (Pae) vai bố của Tun
- Kanyarat Ruangrung (Piploy) vai Gyo
- Tatchapol Thitiapichai (Tanthai) vai Joe - Pramote
- Nophand Boonyai (On) vai Arm

### Khách mời
- Jiratchapong Srisang (Force) (Tập 1)
- Kasidet Plookphol (Book) (Tập 1)
- Pisith Nimitsamanjit (Fluk) vai bạn của Tess (Tập 1)
- Chatchawit Techarukpong (Victor) vai Thanin (Tập 1, 8)
- Ravipon Pumruang (Aea) vai bảo vệ tại sân bay (Tập 1)
- Sureeyares Yakares (Prigkhing) vai tài xế (Tập 2)
- Pansa Vosbein (Milk) vai Som (Tập 2)
- Pattranite Limpatiyakorn (Love) vai Prae (Tập 2)
- Nitiwadee Tamnyantrong (Tan) vai thành viên hội người Thái xuyên không (Tập 2)
- Rangsima Mathipornwanich (Kukkai) vai thành viên hội người Thái xuyên không (Tập 2)
- Tachakorn Boonlapayanan (Godji) vai TamaGuaijeng (Tập 5)
- Atthaphan Phunsawat (Gun) vai Third (Tập 5)
- Tanapon Sukhumpantanasan (Perth) vai Mek (Tập 8, 9, 10)
- Tawan Vihokratana (Tay) vai Tong (Tập 8, 10)
- Sahaphap Wongratch (Mix) vai bác sĩ Mix (Tập 9, 10)
- Pawis Sowsrion (Film) vai Đạo diễn (Tập 11)
- Leo Saussay vai O (Tập 12)
- Patara Eksangkul (Foei) vai Phuwadol (thế giới thực) (Tập 12)

## Nhạc phim
| Tên bài hát                                    | Thể hiện                                                   | Ref.  |
| ---------------------------------------------- | ---------------------------------------------------------- | ----- |
| เป็นเธอใช่ไหม (Have I Found) (Pen Thoe Chai Mai) | Tawinan Anukoolprasert (Sea)                               | [ 4 ] |
| The Key                                        | Jitaraphol Potiwihok (Jimmy) Tawinan Anukoolprasert (Sea)  | [ 5 ] |
| ไม่ชัดเจน (Complicated) (Mai Chat Chen)          | Thanathat Tanjararak (Indy)                                | [ 6 ] |
| มีเพียงเธอ (By My Side) (Mi Phiang Thoe)         | Jitaraphol Potiwihok (Jimmy)                               | [ 7 ] |
| ข้างกัน (City) (Khang Kan)                       | Three Man Down Sorrarat Limpanopparat (Aom) (TELEx TELEXs) | [ 8 ] |

## Đón nhận

### Rating truyền hình Thái Lan
- Trong bảng dưới đây, màu xanh biểu thị rating thấp nhất và màu đỏ biểu thị rating cao nhất.

| Tập        | Khung giờ (UTC+07:00) | Tiêu đề tập         | Ngày phát sóng      | Tỷ lệ rating trung bình | Ref.   |
| ---------- | --------------------- | ------------------- | ------------------- | ----------------------- | ------ |
| 1          | Thứ Bảy, 20:30        | Đại dương xanh thẫm | 16 tháng 7 năm 2022 | 0.239%                  | [ 9 ]  |
| 2          | Thứ Bảy, 20:30        | Khu rừng xanh lá    | 23 tháng 7 năm 2022 | 0.109%                  | [ 10 ] |
| 3          | Thứ Bảy, 20:30        | Má hồng mềm mại     | 30 tháng 7 năm 2022 | 0.098%                  | [ 11 ] |
| 4          | Thứ Bảy, 20:30        | Màu đỏ tươi đậm     | 6 tháng 8 năm 2022  | 0.068%                  | [ 12 ] |
| 5          | Thứ Bảy, 20:30        | Mùa đông trắng xoá  | 13 tháng 8 năm 2022 | 0.100%                  | [ 13 ] |
| 6          | Thứ Bảy, 20:30        | Ngọn lửa vàng rực   | 20 tháng 8 năm 2022 | 0.107%                  | [ 14 ] |
| 7          | Thứ Bảy, 20:30        | Hoàng hôn màu cam   | 27 tháng 8 năm 2022 |                         |        |
| 8          | Thứ Bảy, 20:30        | Trời xám âm u       | 3 tháng 9 năm 2022  |                         |        |
| 9          | Thứ Bảy, 20:30        | Nửa đêm đen mịt     | 10 tháng 9 năm 2022 |                         |        |
| 10         | Thứ Bảy, 20:30        | Hồng                | 17 tháng 9 năm 2022 |                         |        |
| 11         | Thứ Bảy, 20:30        | Thực tại đỏ tươi    | 24 tháng 9 năm 2022 |                         |        |
| 12         | Thứ Bảy, 20:30        | Pha lê trong suốt   | 1 tháng 10 năm 2022 |                         |        |
| Trung bình | Trung bình            | Trung bình          | Trung bình          | – 1                     | – 1    |

^1  Dựa trên tỷ lệ rating trung bình mỗi tập.

## Phát sóng tại nước ngoài
- Tại Việt Nam, bộ phim được phát sóng song song và độc quyền tại nền tảng trực tuyến TrueID Vietnam, lúc 20:35 thứ Bảy hàng tuần, bắt đầu từ ngày 16 tháng 7 năm 2022.[15]